# Dunrossness (Civil Parish)

Lage von Dunrossness auf den Shetlands

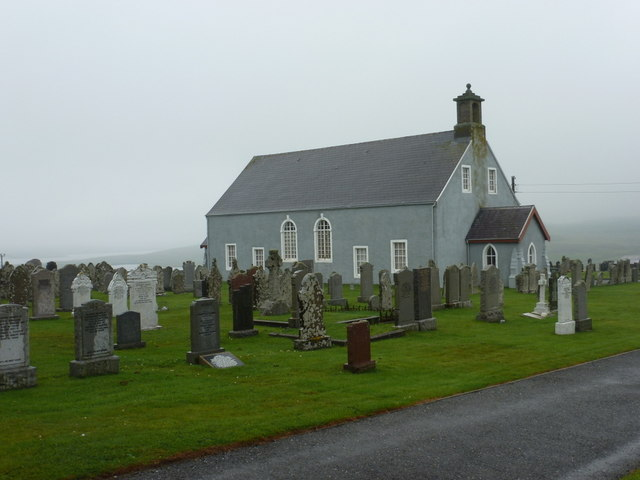
Die Kirche von Dunrossness

Dunrossness ist eine historische Verwaltungseinheit (Civil Parish) auf den Shetlandinseln im Norden von Schottland. Vom Typ her handelt es sich um eine Gemeinde.
Das Gebiet des Civil Parishes liegt im Süden der Insel Mainland und umfasst einige vorgelagerte Inseln, unter denen Fair Isle und South Isle die größten sind. Es bildet ein langgestrecktes Rechteck, an das im Norden, mit Lerwick, das einzige angrenzende Civil Parish stößt.
Der Hauptort ist Dunrossness, unter den weiteren sind Aithsetter, Bigton, Boddam, Cumlewick, Cunningsburgh, Eastshore, Exnaboe, Fladdabister, Greenmow, Grutness, Hillwell, Hoswick, Ireland, Leebitten, Levenwick, Longfield, Noness, North Town, Noss, Quendale, Sandwick, Scousburgh, Skelberry, South Scousburgh, Stonybreck, Stove, Sumburgh und
Toab.
Aus dem Civil Parish ging Ende des 20. Jahrhunderts die Community Council Area Dunrossness hervor.